# Gillham (Arkansas)
Gillham es un pueblo ubicado en el condado de Sevier en el estado estadounidense de Arkansas. En el Censo de 2010 tenía una población de 160 habitantes y una densidad poblacional de 67,44 personas por km².

## Geografía
Gillham se encuentra ubicado en las coordenadas 34°10′7″N 94°18′47″O / 34.16861, -94.31306. Según la Oficina del Censo de los Estados Unidos, Gillham tiene una superficie total de 2.37 km², de la cual 2.34 km² corresponden a tierra firme y (1.53%) 0.04 km² es agua.

## Demografía
Según el censo de 2010, había 160 personas residiendo en Gillham. La densidad de población era de 67,44 hab./km². De los 160 habitantes, Gillham estaba compuesto por el 82.5% blancos, el 0% eran afroamericanos, el 0.63% eran amerindios, el 0.63% eran asiáticos, el 0% eran isleños del Pacífico, el 13.75% eran de otras razas y el 2.5% pertenecían a dos o más razas. Del total de la población el 21.25% eran hispanos o latinos de cualquier raza.